# Naw Zad
Naw Zad är ett distrikt i Afghanistan. Det ligger i provinsen Helmand, i den centrala delen av landet, 500 km sydväst om huvudstaden Kabul.
Distriktet beräknades år 2022 ha cirka 101 000 invånare.